# 동방스펠버블
동방스펠버블(일본어: 東方スペルバブル, Touhou Spell Bubble)은 타이토에서 2020년 2월 6일에 출시한 퍼즐 음악 게임으로, 동방 프로젝트의 2차 창작 게임이다. 닌텐도 스위치 독점 타이틀. 〈퍼즐 보블〉의 플레이 형식에 리듬 게임의 요소가 가미된 방식으로 진행되며, 전 타이토의 직원이자 동방 프로젝트의 창시자인 오타 준야(ZUN)가 테스터로 참가하기도 했다.
2020년 10월 15일에는 아크 시스템 웍스를 통해 대한민국을 비롯한 아시아 지역에도 출시되었다.